# Punta Lioy
La Punta Lioy è una montagna di 3816 m s.l.m. delle Alpi Pennine, in Valle d'Aosta. Fa parte delle Grandes Murailles, sullo spartiacque tra la Valpelline e la Valtournenche.

## Caratteristiche
Bella montagna dalla cima a forma di cono, formata da rocce sedimentarie, principalmente arenarie calcaree e conglomerati. Separata dai Jumeaux dal profondo intaglio della Brèche Lioy, verso la quale precipita con una parete liscia e quasi verticale alta circa 80 m. Sulla cresta NE si eleva, a un centinaio di metri di distanza, il gruppetto di gendarmi comprendente la Punta Ester. La sua roccia è quasi ovunque molto rotta e rende pericolosi i due versanti SE e NO, in particolare quest'ultimo.

## Origine del nome
La cima è stata intitolata allo scrittore e ricercatore vicentino Paolo Lioy, socio fondatore e secondo presidente del Club Alpino Italiano dal 1885 al 1890.

## Storia

### Origine
La catena montuosa che comprende Punta Lioy si è formata durante l'orogenesi alpina, iniziata nel tardo Paleozoico e durata fino al Mesozoico inferiore. Durante questo periodo, le rocce sedimentarie che compongono la catena montuosa furono sottoposte a intensi piegamenti e spinte, che causarono la formazione della catena montuosa. Il piegamento e la pressione delle rocce causarono anche la formazione di un grande sistema di faglie, visibile ancora oggi.

### Dalle prime tribù ai Savoia
In epoca preromana la zona in cui sorge Punta Lioy era abitata da alcune tribù di origine celtica. Dal 15 a.C. Punta Lioy appartenne alla piccola provincia romana di Alpes Poenninae dopo che l'imperatore Augusto sottomise i Salassi e annesse questo territorio montano all'impero. 
In seguito alla caduta dell'Impero romano d'Occidente, seguì le frastagliate vicende storiche della Valle d'Aosta e il territorio di Punta Lioy è stato soggetto a diverse dominazioni, tra i quali: Regno di Odoacre, Regno ostrogoto, Prefettura del pretorio d'Italia, Regno Longobardo, Franchi d'Orléans, Impero carolingio, Ducato di Savoia e Regno di Sardegna. Nel 1800, si ritrovò annessa alla Francia ma in seguito alla sconfitta di Napoleone del 1814, ritornò sotto il dominio sabaudo. 

### Prime ascensioni
I primi salitori noti furono Camillo Broglio, Innocente Clivio (ricercatore universitario pavese), Francesco Jean-Baptiste e Luigi Bich, che si arrampicarono dal versante est il 19 luglio 1890.
In seguito fu aperta una nuova via poco più a Nord passando per il canale Col de Cors, ritenuta più sicura e al riparo dalla caduta dei massi.
Luigi Carrel, Francesco Cavazzani e Luigi Pession, il 17 agosto 1941 aprirono la via sul crestone sud-orientale (dislivello circa 900 m.) ritenuta ancora oggi una delle più gradevoli e sicure arrampicate della zona.

### Le traversate
In tempi più recenti, a suscitare l’interesse dei più bravi sono le traversate delle Grandes et Petites Murailles, delle quali Punta Lioy e tappa obbligata. Luigi e Marcello Carrel con Alfredo Perino firmarono la prima traversata il 2 e il 4 agosto 1940. La cordata effettuò due bivacchi, al Col des Grandes Murailles e al Col Budden. Ancora più notevole è il primo concatenamento del Cervino e delle Grandes Murailles compiuto dalle guide Ferdinando Gaspard e Bruno Bich, con la signora Carla Durando di Biella, il 7 e 8 agosto 1947. La straordinaria cordata portò a termine l’intero percorso con due soli bivacchi (all’epoca non era presente alcuna struttura sulla cresta).  Negli anni 2000 le cordate vengono sempre più spesso effettuate a tempo di record, come hanno fatto nel 2020 Francois Cazzanelli e Franceso Ratti.

## Ascensioni
Le via più classica da est (Valtournenche), partendo da Cervinia fino a raggiungere il bivacco Balestreri. Dal lato opposto (Valpelline), si sale al bivacco Tete de Roeses, per poi attraversare il ghiacciaio e il Col des Cors. Altri possibili campi base utili per raggiungere la vetta sono il bivacco Paoluccio, il bivacco Ratti.

## Letteratura
- Piccoli Uomini e Grandi Montagne, Ugo de Amicis. Ed. Treves, 1924.[7]
- Alpi pennine, Gino Buscaini. Ed. C.A.I. 1970
- Meridiani Montagne nr. 129. Ed. Domus, 2024

## Film e documentari
- Grandes Murailles (1957) di Guido Guerrasio[8]
- Along Our Skyline (2020)[9]